# Championnat de Suisse de football 2023-2024
Navigation
Super League 2022-2023 Super League 2024-2025
La saison 2023-2024 de Super League est la cent vingt-septième édition du championnat de Suisse de football, opposant les douze meilleurs clubs suisses en une série de trente-huit journées : les équipes s'affrontent à trois reprises de la 1re à la 33e journée, puis le championnat se scinde en deux poules pour les 5 journées restantes.
Cette saison, le championnat passe à 12 équipes. Les clubs se rencontrent selon le « modèle écossais », 3 fois dans une première phase (33 tours). Ensuite, le classement est divisé en 2 et les équipes classées de 1 à 6 et de 7 à 12 disputent un autre match les unes contre les autres dans une deuxième phase (5 tours). Après 38 journées, le premier du « groupe championnat » est sacré champion de Suisse tandis que dans le « groupe relégation », le 11e dispute un barrage de relégation contre le 2e de Challenge League et le 12e est directement relégué en Challenge League.
Les BSC Young Boys remportent leur dix-septième titre de champion à l'issue de la 37e journée.

## Participants
| \| Bâle Grasshopper Lausanne Lucerne Lugano Saint-Gall Servette Young Boys Zurich Winterthour Yverdon Lausanne-Ouchy \| Localisation des clubs engagés dans le championnat. |
| Bâle Grasshopper Lausanne Lucerne Lugano Saint-Gall Servette Young Boys Zurich Winterthour Yverdon Lausanne-Ouchy                                                           |

| Club                    | Dernière montée | Classement 2022-2023 | Entraîneur              | Depuis | Stade                          | Capacité | Nombre de saisons en Super League |
| ----------------------- | --------------- | -------------------- | ----------------------- | ------ | ------------------------------ | -------- | --------------------------------- |
| BSC Young Boys          | 2001            | 1er                  | Joël Magnin (intérim)   | 2022   | Stade du Wankdorf              | 31 783   | 86                                |
| Servette FC             | 2019            | 2e                   | René Weiler             | 2023   | Stade de Genève                | 30 084   | 111                               |
| FC Lugano               | 2015            | 3e                   | Mattia Croci Torti      | 2021   | Stadio comunale Cornaredo      | 6 390    | 74                                |
| FC Lucerne              | 2006            | 4e                   | Mario Frick             | 2021   | Swissporarena                  | 17 000   | 76                                |
| FC Bâle                 | 1993            | 5e                   | Fabio Celestini         | 2023   | Parc Saint-Jacques             | 38 512   | 116                               |
| FC Saint-Gall           | 2012            | 6e                   | Peter Zeidler           | 2018   | Kybunpark                      | 19 568   | 93                                |
| Grasshopper Club Zurich | 2021            | 7e                   | Marco Schällibaum       | 2023   | Stade du Letzigrund            | 26 104   | 116                               |
| FC Zurich               | 2017            | 8e                   | Ricardo Moniz (intérim) | 2022   | Stade du Letzigrund            | 26 104   | 79                                |
| FC Winterthour          | 2022            | 9e                   | Patrick Rahmen          | 2023   | Schützenwiese                  | 9 400    | 18                                |
| Yverdon Sport FC        | 2023            | 1er (CL)             | Alessandro Mangiaratti  | 2023   | Stade municipal                | 8 200    | 4                                 |
| FC Lausanne-Sport       | 2023            | 2e (CL)              | Ludovic Magnin          | 2022   | Stade de la Tuilière           | 12 544   | 78                                |
| FC Stade Lausanne Ouchy | 2023            | 3e (CL)              | Ricardo Dionisio        | 2022   | Stade olympique de la Pontaise | 15 850   | 0                                 |

Légende des couleurs
- Troisième tour de qualification de la Ligue des champions 2023-2024
- Deuxième tour de qualification de la Ligue des champions 2023-2024
- Barrages de la Ligue Europa 2023-2024
- Deuxième tour de qualification de la Ligue Europa Conférence 2023-2024
- Promu de Challenge League

### Changements d'entraîneur
| Équipe                  | Entraîneur partant                  | Motif du départ                   | Date de départ    | Position   | Remplacé par                        | Date d'entrée en fonction |
| ----------------------- | ----------------------------------- | --------------------------------- | ----------------- | ---------- | ----------------------------------- | ------------------------- |
| FC Bâle                 | Heiko Vogel (intérim)               | Fin d'intérim                     | 30 juin 2023      | Pré-saison | Timo Schultz                        | 1er juillet 2023          |
| Servette FC             | Alain Geiger                        | Consentement mutuel               | 30 juin 2023      | Pré-saison | René Weiler                         | 1er juillet 2023          |
| Grasshopper Club Zurich | Giorgio Contini                     | Consentement mutuel               | 30 juin 2023      | Pré-saison | Bruno Berner                        | 1er juillet 2023          |
| FC Winterthour          | Bruno Berner                        | Signé par Grasshopper Club Zurich | 30 juin 2023      | Pré-saison | Patrick Rahmen                      | 2 juillet 2023            |
| FC Bâle                 | Timo Schultz                        | Renvoi                            | 29 septembre 2023 | 9e         | Heiko Vogel (intérim)               | 29 septembre 2023         |
| Yverdon Sport FC        | Marco Schällibaum                   | Renvoi                            | 30 octobre 2023   | 8e         | Alessandro Mangiaratti              | 31 octobre 2023           |
| FC Bâle                 | Heiko Vogel (intérim)               | Renvoi                            | 31 octobre 2023   | 12e        | Fabio Celestini                     | 31 octobre 2023           |
| FC Stade Lausanne Ouchy | Anthony Braizat                     | Renvoi                            | 13 novembre 2023  | 11e        | Ricardo Dionisio                    | 15 novembre 2023          |
| FC Zurich               | Bo Henriksen,                       | Signé par le FSV Mayence 05       | 13 février 2024   | 3e         | Murat Ural Umberto Romano (intérim) | 13 février 2024           |
| BSC Young Boys          | Raphaël Wicky,                      | Renvoi                            | 4 mars 2024       | 1er        | Joël Magnin (intérim)               | 4 mars 2024               |
| Grasshopper Club Zurich | Bruno Berner                        | Renvoi                            | 9 avril 2024      | 11e        | Marco Schällibaum,                  | 10 avril 2024             |
| FC Zurich               | Murat Ural Umberto Romano (intérim) | Renvoi                            | 22 avril 2024     | 6e         | Ricardo Moniz (intérim)             | 22 avril 2024             |

## Classement
| Rang | Équipe                    | Pts | J  | G  | N  | P  | Bp | Bc | Diff |
| ---- | ------------------------- | --- | -- | -- | -- | -- | -- | -- | ---- |
| 1    | BSC Young Boys T          | 77  | 38 | 23 | 8  | 7  | 76 | 34 | +42  |
| 2    | FC Lugano                 | 65  | 38 | 20 | 5  | 13 | 67 | 51 | +16  |
| 3    | Servette FC C             | 64  | 38 | 18 | 10 | 10 | 59 | 43 | +16  |
| 4    | FC Zurich                 | 60  | 38 | 16 | 12 | 10 | 53 | 41 | +12  |
| 5    | FC Saint-Gall             | 57  | 38 | 16 | 9  | 13 | 60 | 51 | +9   |
| 6    | FC Winterthour            | 49  | 38 | 13 | 10 | 15 | 60 | 71 | -11  |
|      |                           |     |    |    |    |    |    |    |      |
| 7    | FC Lucerne                | 49  | 38 | 13 | 10 | 15 | 47 | 53 | -6   |
| 8    | FC Bâle                   | 49  | 38 | 13 | 10 | 15 | 45 | 52 | -7   |
| 9    | Yverdon Sport FC P        | 47  | 38 | 13 | 8  | 17 | 50 | 71 | -21  |
| 10   | FC Lausanne-Sport P       | 45  | 38 | 11 | 12 | 15 | 48 | 53 | -5   |
| 11   | Grasshopper Club Zurich   | 38  | 38 | 10 | 8  | 20 | 41 | 49 | -8   |
| 12   | FC Stade Lausanne Ouchy P | 29  | 38 | 7  | 8  | 23 | 40 | 77 | -37  |

Qualifications européennes
Ligue des champions 2024-2025
- 1er : barrages
- 2e : 2e tour de qualification

Ligue Europa 2024-2025
- C : 3e tour de qualification

Ligue Conférence 2024-2025
- 4e et 5e : 2e tour de qualification

Relégation en Challenge League 2024-2025
- 11e : barrages de relégation
- 12e : relégation

Abréviations

## Résultats

### Journées 1 à 33
| Résultats (▼dom., ►ext.)                                   | BAL | GCZ | LAU | LUC | LUG | SER | SLO | STG | WIN | YBB | YVE | ZUR |
| FC Bâle                                                    |     | 0-1 | 1-2 | 1-1 | 0-1 | 0-1 | 0-3 | 2-0 | 5-2 | 1-0 | 2-1 | 2-2 |
| Grasshopper Club Zurich                                    | 3-1 |     | 5-0 | 0-1 | 2-1 | 1-3 | 5-2 | 1-1 | 0-1 | 0-1 | 1-1 | 2-1 |
| FC Lausanne-Sport                                          | 3-0 | 1-1 |     | 3-1 | 3-1 | 1-1 | 1-0 | 0-1 | 2-5 | 0-1 | 1-2 | 0-0 |
| FC Lucerne                                                 | 0-1 | 2-0 | 2-1 |     | 3-2 | 2-0 | 2-1 | 1-0 | 3-1 | 1-1 | 2-1 | 1-4 |
| FC Lugano                                                  | 1-3 | 0-0 | 2-1 | 1-0 |     | 0-1 | 2-3 | 1-0 | 2-1 | 1-1 | 6-1 | 3-0 |
| Servette FC                                                | 4-1 | 2-0 | 2-1 | 4-2 | 2-2 |     | 3-1 | 1-1 | 2-2 | 0-1 | 1-0 | 2-2 |
| FC Stade Lausanne Ouchy                                    | 1-1 | 2-1 | 2-2 | 0-3 | 0-3 | 1-1 |     | 2-5 | 1-3 | 1-3 | 1-1 | 0-3 |
| FC Saint-Gall                                              | 2-1 | 3-1 | 2-1 | 2-1 | 1-4 | 0-2 | 4-0 |     | 4-2 | 2-1 | 4-0 | 1-0 |
| FC Winterthour                                             | 1-3 | 3-1 | 1-0 | 0-0 | 2-3 | 3-3 | 2-1 | 2-1 |     | 1-4 | 1-1 | 2-1 |
| BSC Young Boys                                             | 3-0 | 1-0 | 2-1 | 6-1 | 4-1 | 1-1 | 1-0 | 3-0 | 5-2 |     | 5-1 | 0-0 |
| Yverdon Sport FC                                           | 3-2 | 0-3 | 2-2 | 2-1 | 0-5 | 4-1 | 2-1 | 1-0 | 1-1 | 2-2 |     | 3-0 |
| FC Zurich                                                  | 0-0 | 2-1 | 2-2 | 1-1 | 3-0 | 0-2 | 1-1 | 1-1 | 3-2 | 3-1 | 2-0 |     |
| - Victoire à domicile - Match nul - Victoire à l'extérieur |     |     |     |     |     |     |     |     |     |     |     |     |

| Résultats (▼dom., ►ext.)                                   | BAL | GCZ | LAU | LUC | LUG | SER | SLO | STG | WIN | YBB | YVE | ZUR |
| FC Bâle                                                    |     |     | 1-2 |     |     | 2-1 |     | 1-0 | 1-1 |     |     | 2-2 |
| Grasshopper Club Zurich                                    | 2-1 |     | 0-1 | 0-1 | 0-1 |     |     | 1-1 |     |     |     |     |
| FC Lausanne-Sport                                          |     |     |     |     |     |     |     | 3-3 | 1-1 | 2-0 | 3-1 | 1-0 |
| FC Lucerne                                                 | 1-1 |     | 0-0 |     | 0-1 | 2-2 |     |     |     |     | 1-0 | 0-1 |
| FC Lugano                                                  | 2-0 |     | 2-0 |     |     |     |     |     |     | 3-3 | 2-0 | 2-0 |
| Servette FC                                                |     | 1-0 | 3-1 |     | 2-1 |     | 1-2 | 2-0 |     |     |     | 0-1 |
| FC Stade Lausanne Ouchy                                    | 0-2 | 1-1 | 1-1 | 2-1 | 1-3 |     |     |     | 0-1 |     |     |     |
| FC Saint-Gall                                              |     |     |     | 1-1 | 2-3 |     | 1-0 |     | 2-2 | 2-2 | 5-1 |     |
| FC Winterthour                                             |     | 2-0 |     | 2-1 | 2-2 | 1-0 |     |     |     | 1-2 | 2-1 |     |
| BSC Young Boys                                             | 5-1 | 3-0 |     | 4-2 |     | 0-1 | 1-0 |     |     |     |     |     |
| Yverdon Sport FC                                           | 0-2 | 3-2 |     |     |     | 2-1 | 3-0 |     |     | 0-0 |     | 3-2 |
| FC Zurich                                                  |     | 1-0 |     |     |     |     | 2-2 | 0-1 | 0-0 | 1-0 |     |     |
| - Victoire à domicile - Match nul - Victoire à l'extérieur |     |     |     |     |     |     |     |     |     |     |     |     |

### Journées 34 à 38
À l'issue des 33 premières journées, deux poules sont constituées selon le classement du moment : les six premières équipes s'affrontent entre elles une seule fois (à domicile ou à l'extérieur) ; il en est de même pour les six dernières.
| Résultats (▼dom., ►ext.)                                   | YBB | LUG | SER | STG | WIN | ZUR |
| BSC Young Boys                                             |     | 0-1 |     | 3-1 | 3-0 |     |
| FC Lugano                                                  |     |     | 0-2 | 0-1 | 4-2 |     |
| Servette FC                                                | 0-1 |     |     |     | 2-1 |     |
| FC Saint-Gall                                              |     |     | 1-1 |     |     | 1-2 |
| FC Winterthour                                             |     |     |     | 1-3 |     | 1-3 |
| FC Zurich                                                  | 0-2 | 2-1 | 2-1 |     |     |     |
| - Victoire à domicile - Match nul - Victoire à l'extérieur |     |     |     |     |     |     |

| Résultats (▼dom., ►ext.)                                   | LUC | LAU | BAL | YVE | GCZ | SLO |
| FC Lucerne                                                 |     |     |     |     | 1-1 | 1-2 |
| FC Lausanne-Sport                                          | 0-2 |     |     |     | 0-0 |     |
| FC Bâle                                                    | 1-1 | 0-0 |     | 0-0 |     | 2-0 |
| Yverdon Sport FC                                           | 3-1 | 3-1 |     |     |     |     |
| Grasshopper Club Zurich                                    |     |     | 0-1 | 2-0 |     | 3-2 |
| FC Stade Lausanne Ouchy                                    |     | 0-4 |     | 3-1 |     |     |
| - Victoire à domicile - Match nul - Victoire à l'extérieur |     |     |     |     |     |     |

### Barrage de relégation
Le barrage de relégation se déroule sur deux matchs et oppose l'avant-dernier de Super League, au deuxième de Challenge League. Le vainqueur de ce barrage obtient une place pour le championnat de Super League 2024-2025 tandis que le perdant tombe ou reste en Challenge League. 
Le match aller se joue le 26 mai 2024, les deux équipes se quittent sur le score de 1-1,. Au terme du match retour, ce sont les Zurichois qui s'imposent en toute fin de match pour se maintenir en Super League. Thoune reste quant à lui en Challenge League.
| Match aller                | Grasshopper Club Zurich | 1 - 1   | FC Thoune  | Stade du Letzigrund, Zurich                    |                                                |
| Dimanche 26 mai 2024 16h30 | Morandi 90+7e (pen.)    | (0 - 0) | 52e Gutbub | Spectateurs : 9 045 Arbitrage : Sandro Schärer | Spectateurs : 9 045 Arbitrage : Sandro Schärer |
| Dimanche 26 mai 2024 16h30 | Rapport                 |         |            | Spectateurs : 9 045 Arbitrage : Sandro Schärer | Spectateurs : 9 045 Arbitrage : Sandro Schärer |

| Match retour               | FC Thoune       | 1 - 2   | Grasshopper Club Zurich     | Stockhorn Arena, Thoune                       |                                               |
| Vendredi 31 mai 2024 20h30 | Koné 43e (pen.) | (1 - 1) | 3e Morandi · 90+1e Abubakar | Spectateurs : 10 014 Arbitrage : Urs Schnyder | Spectateurs : 10 014 Arbitrage : Urs Schnyder |
| Vendredi 31 mai 2024 20h30 | Rapport         |         |                             | Spectateurs : 10 014 Arbitrage : Urs Schnyder | Spectateurs : 10 014 Arbitrage : Urs Schnyder |

## Statistiques

### Évolution du classement
| Journée → Équipe ↓ | 1  | 2  | 3  | 4  | 5  | 6  | 7  | 8  | 9  | 10 | 11 | 12 | 13 | 14 | 15 | 16 | 17 | 18 | 19 | 20 | 21 | 22 | 23 | 24 | 25 | 26 | 27 | 28 | 29 | 30 | 31 | 32 | 33 | 34 | 35 | 36 | 37 | 38 | 1er | bar. | rel. |
| ------------------ | -- | -- | -- | -- | -- | -- | -- | -- | -- | -- | -- | -- | -- | -- | -- | -- | -- | -- | -- | -- | -- | -- | -- | -- | -- | -- | -- | -- | -- | -- | -- | -- | -- | -- | -- | -- | -- | -- | --- | ---- | ---- |
| Bâle               | 8  | 6  | 9  | 11 | 11 | 9  | 11 | 9  | 10 | 12 | 12 | 12 | 12 | 12 | 11 | 11 | 11 | 11 | 11 | 10 | 9  | 10 | 9  | 10 | 8  | 8  | 9  | 10 | 10 | 10 | 10 | 9  | 9  | 9  | 9  | 8  | 8  | 8  |     | 8    | 5    |
| GC Zurich          | 10 | 9  | 6  | 8  | 9  | 10 | 9  | 10 | 11 | 9  | 9  | 10 | 10 | 10 | 10 | 8  | 7  | 8  | 9  | 8  | 8  | 9  | 10 | 9  | 10 | 10 | 10 | 11 | 11 | 11 | 11 | 11 | 11 | 11 | 11 | 11 | 11 | 11 |     | 11   |      |
| Lausanne           | 9  | 8  | 10 | 7  | 10 | 11 | 10 | 11 | 12 | 10 | 10 | 9  | 9  | 7  | 7  | 7  | 8  | 10 | 10 | 11 | 11 | 11 | 11 | 11 | 11 | 11 | 11 | 9  | 8  | 8  | 8  | 8  | 8  | 10 | 10 | 10 | 10 | 10 |     | 8    | 1    |
| Lucerne            | 6  | 5  | 7  | 6  | 5  | 4  | 2  | 2  | 5  | 5  | 4  | 5  | 5  | 5  | 5  | 5  | 6  | 6  | 6  | 6  | 5  | 4  | 6  | 6  | 6  | 6  | 7  | 7  | 7  | 7  | 7  | 7  | 7  | 7  | 7  | 7  | 7  | 7  |     |      |      |
| Lugano             | 1  | 1  | 3  | 2  | 2  | 5  | 7  | 5  | 3  | 4  | 6  | 6  | 6  | 8  | 6  | 6  | 5  | 5  | 5  | 5  | 6  | 6  | 5  | 5  | 5  | 4  | 3  | 3  | 3  | 3  | 3  | 2  | 2  | 3  | 2  | 2  | 2  | 2  | 2   |      |      |
| Servette FC        | 2  | 2  | 5  | 5  | 8  | 8  | 8  | 8  | 8  | 7  | 5  | 4  | 4  | 4  | 3  | 4  | 4  | 4  | 4  | 3  | 2  | 2  | 2  | 2  | 2  | 2  | 2  | 2  | 2  | 2  | 2  | 3  | 3  | 2  | 3  | 3  | 3  | 3  |     |      |      |
| SL Ouchy           | 12 | 12 | 11 | 12 | 12 | 12 | 12 | 12 | 9  | 11 | 11 | 11 | 11 | 11 | 12 | 12 | 12 | 12 | 12 | 12 | 12 | 12 | 12 | 12 | 12 | 12 | 12 | 12 | 12 | 12 | 12 | 12 | 12 | 12 | 12 | 12 | 12 | 12 |     | 7    | 29   |
| FC Saint-Gall      | 4  | 7  | 4  | 4  | 4  | 3  | 4  | 3  | 4  | 3  | 3  | 3  | 3  | 3  | 4  | 3  | 3  | 2  | 2  | 2  | 3  | 3  | 4  | 4  | 3  | 5  | 5  | 5  | 6  | 6  | 6  | 6  | 4  | 4  | 4  | 5  | 5  | 5  |     |      |      |
| Winterthour        | 7  | 11 | 12 | 7  | 9  | 6  | 6  | 5  | 6  | 7  | 8  | 7  | 7  | 7  | 9  | 9  | 10 | 10 | 7  | 8  | 7  | 7  | 7  | 7  | 7  | 7  | 6  | 6  | 5  | 5  | 5  | 4  | 5  | 5  | 6  | 6  | 6  | 6  |     | 1    | 1    |
| Young Boys         | 5  | 4  | 2  | 3  | 3  | 2  | 1  | 4  | 2  | 2  | 2  | 2  | 1  | 1  | 2  | 1  | 1  | 1  | 1  | 1  | 1  | 1  | 1  | 1  | 1  | 1  | 1  | 1  | 1  | 1  | 1  | 1  | 1  | 1  | 1  | 1  | 1  | 1  | 24  |      |      |
| Yverdon            | 11 | 10 | 8  | 10 | 7  | 7  | 6  | 7  | 6  | 6  | 8  | 8  | 8  | 6  | 8  | 9  | 9  | 9  | 7  | 9  | 10 | 8  | 8  | 8  | 9  | 9  | 8  | 8  | 9  | 9  | 9  | 10 | 10 | 8  | 8  | 9  | 9  | 9  |     | 1    |      |
| Zurich             | 3  | 3  | 1  | 1  | 1  | 1  | 3  | 1  | 1  | 1  | 1  | 1  | 2  | 2  | 1  | 2  | 2  | 3  | 3  | 4  | 4  | 5  | 3  | 3  | 4  | 3  | 4  | 4  | 4  | 4  | 4  | 5  | 6  | 6  | 5  | 4  | 4  | 4  | 10  |      |      |

1. ↑  Les matchs Lugano-Bâle et Young Boys-Stade Lausanne Ouchy sont reportés après demande des clubs de Lugano et de Berne afin de mieux préparer leurs rencontres retour des barrages en coupe d'Europe[26]. Les matchs ont lieu le 6 décembre entre la 16e et 17e journée.
2. ↑  Le match Winterthour-Zurich est reporté en raison des conditions météorologiques[27]. Le match a lieu le 13 décembre entre la 17e et 18e journée.

### Résultats par match
| Journée ╱ Équipe     | 1 | 2 | 3 | 4 | 5 | 6 | 7 | 8 | 9 | 10 | 11 | 12 | 13 | 14 | 15 | 16 | 17 | 18 | 19 | 20 | 21 | 22 | 23 | 24 | 25 | 26 | 27 | 28 | 29 | 30 | 31 | 32 | 33 | 34 | 35 | 36 | 37 | 38 |
| -------------------- | - | - | - | - | - | - | - | - | - | -- | -- | -- | -- | -- | -- | -- | -- | -- | -- | -- | -- | -- | -- | -- | -- | -- | -- | -- | -- | -- | -- | -- | -- | -- | -- | -- | -- | -- |
| FC Bâle              | D | V | D | D | V | N | D | N | D | D  | D  | D  | V  | D  | V  | N  | D  | V  | N  | V  | V  | D  | V  | D  | V  | D  | D  | N  | N  | D  | V  | V  | N  | N  | N  | V  | V  | N  |
| GC Zurich            | D | N | V | D | D | D | N | D | D | V  | V  | D  | D  | V  | D  | V  | V  | N  | D  | V  | N  | D  | D  | V  | D  | N  | D  | N  | D  | D  | D  | D  | D  | V  | N  | V  | D  | N  |
| FC Lausanne-Sport    | D | N | D | V | D | D | N | D | D | V  | N  | V  | V  | N  | V  | D  | N  | D  | D  | D  | N  | D  | N  | V  | N  | V  | D  | V  | V  | N  | N  | V  | D  | D  | N  | D  | V  | N  |
| FC Lucerne           | N | V | D | N | V | V | V | N | D | D  | V  | D  | V  | D  | V  | D  | N  | D  | D  | V  | V  | V  | D  | D  | V  | D  | D  | N  | N  | V  | N  | D  | N  | N  | N  | V  | D  | D  |
| FC Lugano            | V | V | D | V | D | D | D | V | V | D  | D  | N  | D  | D  | V  | V  | V  | N  | D  | V  | N  | V  | N  | D  | V  | V  | V  | V  | V  | V  | N  | V  | V  | D  | V  | V  | D  | D  |
| Servette FC          | V | N | N | N | D | D | D | N | V | V  | V  | V  | V  | V  | V  | N  | N  | N  | N  | V  | V  | V  | D  | V  | V  | V  | V  | N  | D  | D  | D  | D  | V  | V  | N  | D  | D  | V  |
| Stade Lausanne Ouchy | D | D | N | D | D | V | D | N | V | D  | N  | N  | D  | D  | D  | N  | D  | D  | V  | D  | D  | D  | N  | D  | D  | N  | V  | N  | D  | V  | D  | D  | D  | D  | V  | D  | D  | V  |
| FC Saint-Gall        | V | D | V | N | N | V | N | V | D | V  | D  | V  | V  | V  | D  | V  | D  | V  | V  | D  | D  | D  | D  | N  | V  | D  | D  | N  | N  | N  | N  | V  | V  | V  | N  | D  | V  | D  |
| FC Winterthour       | N | D | D | V | V | N | V | N | D | D  | V  | N  | D  | D  | D  | V  | D  | V  | N  | V  | D  | V  | V  | N  | N  | V  | V  | N  | V  | N  | N  | V  | D  | D  | D  | D  | D  | D  |
| BSC Young Boys       | V | N | V | N | V | V | V | D | V | V  | N  | N  | V  | V  | D  | N  | V  | V  | V  | D  | V  | V  | N  | V  | D  | D  | V  | D  | N  | V  | N  | V  | V  | V  | D  | V  | V  | V  |
| Yverdon Sport        | D | N | V | D | V | N | V | N | V | D  | D  | N  | D  | N  | D  | D  | V  | N  | V  | D  | D  | V  | V  | D  | D  | D  | V  | D  | N  | D  | V  | D  | V  | V  | D  | D  | V  | N  |
| FC Zurich            | V | N | V | V | N | N | N | V | V | V  | N  | N  | D  | V  | V  | D  | N  | D  | N  | D  | N  | D  | V  | V  | D  | V  | D  | N  | N  | N  | V  | D  | D  | D  | V  | V  | V  | V  |

### Buts marqués par journée
Ce graphique représente le nombre de buts marqués lors de chaque journée.

## Parcours en coupes d'Europe
Le parcours des clubs suisses en coupes d'Europe est important puisqu'il détermine le coefficient UEFA, et donc le nombre d'équipes helvétiques présentes en compétitions européennes les années suivantes.
| Club           | Compétition             | Résultat                    | Ultime(s) adversaire(s) | Ultime(s) adversaire(s) | Ultime(s) adversaire(s)  |
| -------------- | ----------------------- | --------------------------- | ----------------------- | ----------------------- | ------------------------ |
| BSC Young Boys | Ligue des champions     | Phase de groupes            | Manchester City         | RB Leipzig              | Étoile rouge de Belgrade |
| BSC Young Boys | Ligue Europa            | Barrages de la phase finale | Sporting CP             | Sporting CP             | Sporting CP              |
| Servette FC    | Ligue des champions     | 3e tour de qualification    | Rangers FC              | Rangers FC              | Rangers FC               |
| Servette FC    | Ligue Europa            | Phase de groupes            | SK Slavia Prague        | AS Roma                 | FC Sheriff Tiraspol      |
| Servette FC    | Ligue Europa Conférence | 8es de finale               | FC Viktoria Plzeň       | FC Viktoria Plzeň       | FC Viktoria Plzeň        |
| FC Lugano      | Ligue Europa            | Barrages                    | Union saint-gilloise    | Union saint-gilloise    | Union saint-gilloise     |
| FC Lugano      | Ligue Europa Conférence | Phase de groupes            | Club Bruges KV          | FK Bodø/Glimt           | Beşiktaş JK              |
| FC Lucerne     | Ligue Europa Conférence | 3e tour de qualification    | Hibernian FC            | Hibernian FC            | Hibernian FC             |
| FC Bâle        | Ligue Europa Conférence | 2e tour de qualification    | FK Tobol Kostanaï       | FK Tobol Kostanaï       | FK Tobol Kostanaï        |

### BSC Young Boys
Les BSC Young Boys participent à la Ligue des champions en tant que champion de Suisse, ils entrent en barrages et affrontent le champion d'Israël, le Maccabi Haïfa. Lors du match aller les deux clubs se quittent sur un score nul et vierge à Haïfa. Au match retour les Young Boys ouvrent la marque à la 23e minute par l'intermédiaire de Cedric Itten, ils doublent la mise cinq minutes plus tard d'un but contre son camp d'Abdoulaye Seck. Au retour des vestiaires, YB accentue son avance à 3 buts par Filip Ugrinic. Le score ne bougera plus d'ici la fin du match et les Young Boys se qualifient pour la 3e fois à la phase de groupes de la Ligue des champions après 2018 et 2021. Ces deux matchs sont marqués par une non diffusion en France, en raison du sponsor que porte l'équipe bernoise sur son maillot.
Le tirage au sort de la phase de groupes se déroule le 31 août à Monaco, les Bernois héritent du tenant du titre et champion d'Angleterre, Manchester City, ainsi que le RB Leipzig et le champion serbe, l'Étoile rouge de Belgrade dans le groupe G.

### Servette FC
Le Servette FC joue en Ligue des champions après avoir terminé 2e du championnat la saison dernière, il entre au deuxième tour de qualification et affronte le vice-champion de Belgique, le KRC Genk. Le match aller se déroule au stade de Genève, les visiteurs ouvrent la marque à la 21e minute, but signé Tolu Arokodare de la tête sur corner, les Belges mènent au score à la mi-temps. En seconde période, il faut attendre la 77e minute pour voir Steve Rouiller égaliser de la tête pour les Servettiens devant les 18 026 spectateurs. Au match retour en Belgique, les Grenats sont rapidement réduit à 10 après l'exclusion d'Enzo Crivelli à la 5e minute. Genk ouvre le score sur pénalty à la 28e minute. Malgré l'infériorité numérique, les Suisses égalisent à la 36e minute et reviennent à égalité sur les deux matchs. Au retour des vestiaires, Tolu Arokodare redonne l'avantage aux siens mais les Servettiens ne lâchent pas et reviennent de nouveau au score dix minutes plus tard. Les deux équipes toujours dos à dos au terme des 90 minutes et sur l'ensemble des deux matchs doivent jouer une prolongation. Aucun but ne sera marqué en prolongation, le match se joue donc aux tirs au but. Les Belges vont rater deux de leurs trois tirs, tandis que les Grenats n'en ratent aucun et inscrivent leurs quatre tirs dont celui de Ronny Rodelin,.
Lors du tour suivant, les Suisses font face au vice-champion d’Écosse, les Rangers. Lors du premier match les Écossais ouvrent rapidement la marque sur penalty par James Tavernier à la 6e minute, Cyriel Dessers va ensuite doubler la mise au quart d'heure de jeu. En fin de première période les Suisses obtiennent un penalty transformé par Chris Bédia, ce qui permet aux Grenats de réduire le score à 2-1 à la mi-temps. Durant la seconde période le score ne bouge pas et ce bien que Servette soit réduit à 10 après que David Douline ait reçu un deuxième carton jaune à la 59e minute. Les Rangers s'imposent 2-1 à domicile et sont en bonne posture pour le match retour. Le match retour se joue à Genève, les Grenats ouvrent le score à la 22e minute par l’intermédiaire de Dereck Kutesa, ce qui permet aux locaux d'égaliser sur l'ensemble des deux rencontres. Les deux équipes rentrent au vestiaire sur le score de 1-0. En seconde période, les Écossais égalisent cinq minutes après le retour des vestiaires, les Rangers reprennent l'avantage sur la double confrontation. Après l'égalisation le match tombe dans un faux rythme et le score  n’évolue plus. Les Rangers éliminent le Servette FC (3-2 sur l’ensemble des matchs), malgré cette élimination les Suisses sont reversés en phase de groupes de la Ligue Europa.
Le tirage au sort a lieu le 1er septembre, les Grenats se retrouvent dans le chapeau 4. Ils tombent dans le groupe G en présence des Italiens de l'AS Rome, des Tchèques du Slavia Prague et des Moldaves du Sheriff Tiraspol.

### FC Lugano
Le FC Lugano 3e du dernier championnat, joue la Ligue Europa. À l'origine, l'équipe terminant troisième joue la Ligue Europa Conférence, la place en Ligue Europa est réservée au vainqueur de la Coupe, mais étant donné que les Young Boys remportent le trophée et que le club est déjà qualifié pour la Ligue des Champions via le championnat la place est réattribuée au championnat. Les Tessinois rentrent directement au tour de barrages et affrontent les Belges de l'Union saint-gilloise. Le match aller se joue en Belgique, les Saint-gillois commencent bien la partie avec un but à la 8e minute de Dennis Ayansa. À la 34e minute le Luganais Albian Hajdari pensait égaliser pour les siens mais le but est refusé par la VAR pour une main. Le score reste le même jusqu'à la mi-temps. En seconde période, Casper Terho double la mise pour les siens à la 71e minute scellant le score du match. Lors du match retour, les Suisses jouent leur match au Stade de Genève en raison de la non-homologation de leur stade. Le scénario du match aller se répète et les Belges ouvrent le score rapidement à la 7e minute par Dennis Ayansa portant une avance de trois buts sur l'ensemble des rencontres. C'est l'unique but de la partie. En fin de match dans le temps additionnel, Lugano est réduit à 10 après l'expulsion d'Albian Hajdari. Ces deux défaites sont synonymes d'élimination mais malgré cela les Tessinois sont reversés en phase de groupes de la Ligue Europa Conférence.
Le tirage se déroule le 1er septembre, Lugano se trouve dans le dernier chapeau. Il tombe dans le groupe D très relevé en compagnie des Belges du Club Bruges, des Norvégiens de Bodø/Glimt et des Turcs du Beşiktaş. Le club joue ses matchs à domicile de la phase de groupes au Stade du Letzigrund, stade du FC Zurich et des Grasshopper Club Zurich, en raison de rénovations au Stadio comunale Cornaredo.

### FC Lucerne
Le FC Lucerne est qualifié pour la Ligue Europa Conférence et entre au 2e tour de qualification. Il est tiré au sort contre les Suédois de Djurgårdens, huitièmes de finaliste la saison dernière. Le match aller se déroule à Stockholm, les locaux ouvrent la marque dès la 4e minute, les Lucernois égalisent à la 29e minute. En deuxième période il faut attendre la fin de match pour voir les Suisses prendre l'avantage sur une superbe action collective. Au match retour, les Lucernois veulent confirmer l'avantage du match aller. Ils ouvrent le score à la 27e minute, les Suédois égalisent en fin de première période dans le temps additionnel. En seconde période aucun but n'est à signaler, le score est de 1 but partout et les Lucernois se qualifient pour le tour suivant.
Au 3e tour, ils affrontent les Écossais d'Hibernian. Le match aller se joue en Écosse. En première période aucun but n'est marqué. Dès le retour des vestiaires, les Écossais ouvrent la marque, dix minutes plus tard, Lucerne égalise après un corner. Le club d’Édimbourg reprend l'avantage à la 72e minute grâce à Dylan Vente. En fin de match une erreur du Lucernois Ardon Jashari permet à Jordan Obita et son équipe de prendre un avantage de deux buts avant le match retour. Lors du match retour, les visiteurs vont prendre l'avantage et faire un pas vers la qualification. Mais les Lucernois réagissent rapidement et égalisent six minutes plus tard. En 2e mi-temps, les Suisses vont prendre l'avantage à la 67e minute et l'espoir de décrocher la prolongation est permis mais est de courte durée, les Écossais égalisent à la 73e. Le score final du match est de 2-2 (3-5 au cumul) et Lucerne est éliminé de la Ligue Europa Conférence et de toutes compétitions européennes.

### FC Bâle
Le FC Bâle joue la Ligue Europa Conférence, demi-finaliste de la saison dernière, les Bâlois rentrent au 2e tour et font face aux Kazakhs du FK Tobol Kostanaï. Le match aller se joue au Parc Saint-Jacques. Les Rhénans ouvrent la marque à la 25e minute grâce à Thierno Barry, c'est l'unique but de la première période. En seconde période, les choses se compliquent pour les Suisses puisqu'ils sont réduits à 10 après l'expulsion du buteur Thierno Barry pour une faute dans la surface provoquant un penalty. Le penalty est transformé par Serges Deblé et les Kazakhs reviennent au score. Cinq minutes plus tard, les Kazakhs prennent l'avantage grâce à Ramazan Orazov. Le FC Bâle est même réduit à 9 après le carton rouge reçu par Riccardo Calafiori, ce double avantage numérique profite aux Kazakhs pour prendre une avance de deux buts. Le score final est de 3-1 en faveur des visiteurs. Les Bâlois ont besoin d'un exploit pour pouvoir poursuivre leur aventure européenne. Au match retour, les Bâlois vont inscrire deux buts en six minutes (26e, Anton Kade et 32e, Jean-Kévin Augustin sur penalty) et reviennent ainsi au score sur les deux rencontres mais Tobol inscrit un but sur penalty en fin de première période. Aucun but n'est marqué en seconde période et les Rotblau sont éliminés de la Ligue Europa Conférence et de toutes compétitions européennes,,,.

## Bilan de la saison
Au terme de la saison, les Young Boys sont champions pour la 17e fois de leur histoire. Lugano termine dauphin et Servette complète le podium,. Zurich et Saint-Gall terminent respectivement 4e et 5e et se qualifient pour la Ligue Conférence. Grasshopper termine 11e et se retrouve en barrages, tandis que le stade Lausanne Ouchy termine dernier et est relégué en Challenge League,.
| Championnat de Suisse de football 2023-2024 |                            |
| Champion                                    | BSC Young Boys (17e titre) |
| Coupes et trophées                          |                            |
| Vainqueur de la Coupe de Suisse 2023-2024   | Servette FC                |
| Qualifications continentales                |                            |
| Ligue des champions 2024-2025               | BSC Young Boys             |
| Ligue des champions 2024-2025               | FC Lugano                  |
| Ligue Europa 2024-2025                      | Servette FC                |
| Ligue Conférence 2024-2025                  | FC Zurich                  |
| Ligue Conférence 2024-2025                  | FC Saint-Gall              |
| Promotions et relégations                   |                            |
| Promus en Super League                      | FC Sion                    |
| Relégués en Challenge League                | FC Stade Lausanne Ouchy    |